# Rostislav Stratimirović
Rostislav Stratimirović (en búlgaro: Ростислав Стратимирович, ruso: Ростислав Страшимирович; fl. 1683-1688) fue un líder rebelde búlgaro quien dirigió la Segunda Rebelión de Tarnovo contra el Imperio otomano en 1686. Reclamaba el título de Príncipe de Tarnovo, ya que afirmaba ser descendiente del gobernante búlgaro medieval Iván Esratsimir.

## Biografía
Rostislav afirmaba descender de Iván Esratsimir, el último zar de Vidin (reino entre 1356 y 1396).

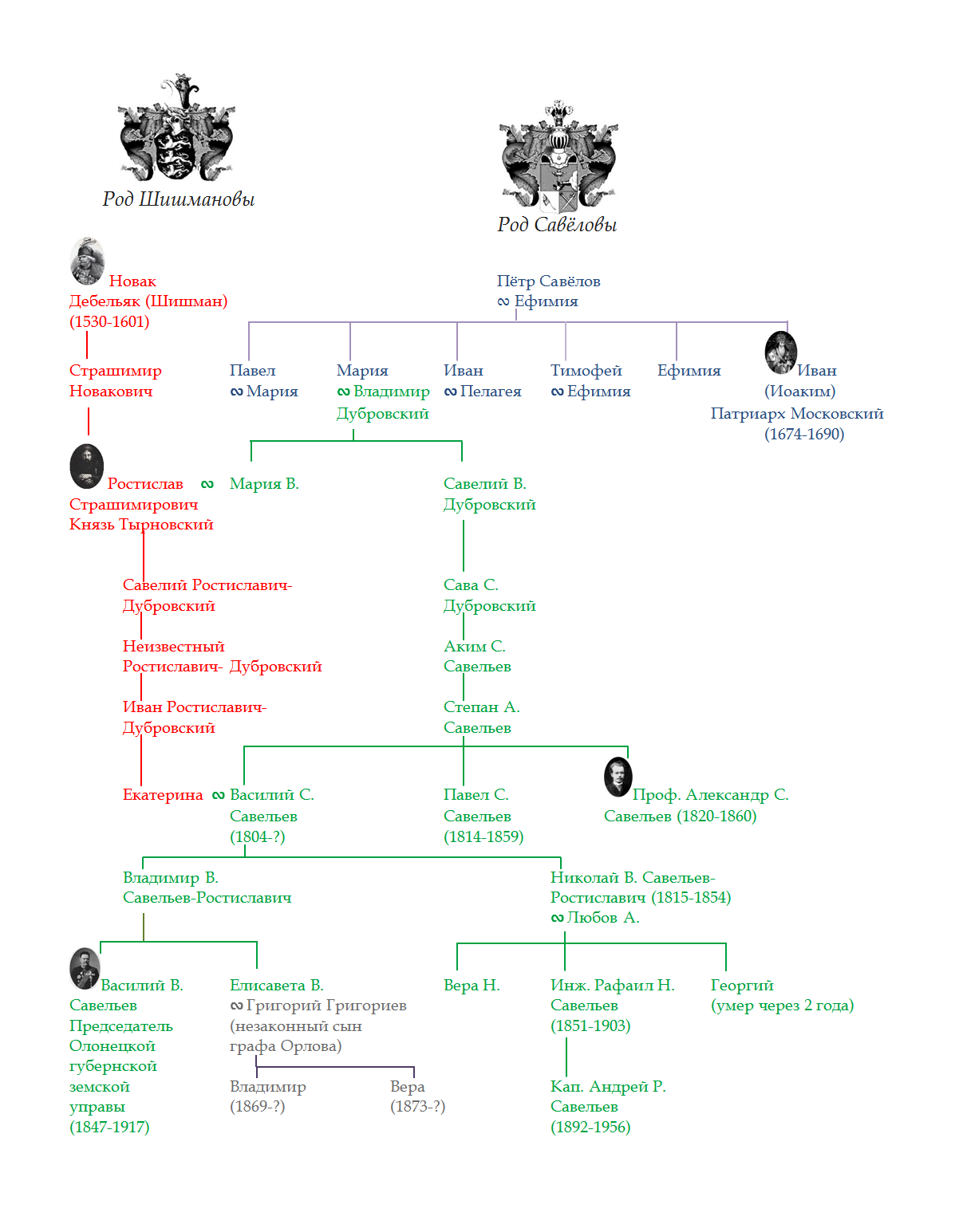
Un árbol genealógico de la familia rusa Saveliev-Rostislavic, según la versión de Nikolay Elagin.

Fue el líder de los conspiradores de una sublevación contra la Bulgaria otomana,  en Tarnovo. En 1686 fue a Rusia, con la intención de obtener apoyo en la rebelión. En Moscú se reunió patriarca ortodoxo ruso Joaquín y pidió su ayuda. El acuerdo había sido garantizado por el compromiso entre Rostislav y la sobrina del patriarca, María Dubrovska. Tras el inicio de la guerra ruso-turca (1686-1700), la rebelión estalló antes de tiempo en la antigua capital búlgara de Tarnovo. Rostislav regresó a la Bulgaria otomana, pero las fuerzas turcas eran mucho mayores y la rebelión fue suprimida. Gravemente herido, Rostislav llegó al monasterio de Rila, donde los monjes le salvaron la vida. Después de muchas aventuras regresó a Moscú, donde finalmente se casó con María Dubrovska y fue el fundador la familia noble rusa Saveliev–Rostislavich.
Uno de sus descendientes es el escritor ruso Nikolay Saveliev–Rostislavic.